# Pantano de la Isla Honey
El Pantano de la Isla Honey (en inglés: Honey Island Swamp; antes en francés: Marais de l'Île-de-Miel; literalmente "Pantano de la Isla de Miel") es una zona pantanosa situada en la parte oriental del estado de Luisiana en la parroquia St. Tammany al sur de los Estados Unidos. La Isla Honey (Honey Island) ganó su nombre debido a las abejas alguna vez vistas en una isla cercana. El pantano Limita al norte con la ruta US 90 de los Estados Unidos, al sur por el lago Borgne, al este con el río Pearl y al oeste por el Río Pearl Occidental. 
Es uno de los pantanos fluviales menos alterados  en los Estados Unidos. Considerado por muchos como uno de los hábitats más vírgenes de los Estados Unidos en su tipo, el Pantano de la isla Honey  cubre un área que es más de 20 millas (30 kilómetros) de largo y cerca de 7 millas (10 km) de ancho, con 34.896 de sus 70.000 acres (280 km²) de tierra declaradas por el gobierno área silvestre protegida de forma permanente.